# XII століття
XII століття належало до періоду, який історики Європи класифікують як Високе середньовіччя. Продовжувалося зростання населення та утворення міст. Центральною політичною силою Європи була Священна Римська імперія. Боротьба імператорів зі Святим Престолом завершилася підписанням Вормського конкордату, за яким церква відстояла права обрання ієрархів на противагу світським правителям. Північна Італія й надалі залишалася головним центром політичного протистояння, в якому міста-республіки намагалися зберегти самоуправління й незалежність. Продовжувалася Реконкіста на Піренейському півострові, де Альморавідів змінили Альмохади.
Боротьба за Святу Землю між хрестоносцями та мусульманами завершилася падінням Єрусалима, захопленого військами Аюбідів на чолі з Салах ад-Діном. Припинив існування Фатімідський халіфат, і сунізм взяв гору над шиїзмом в Єгипті.
У Київській Русі це були часи занепаду влади Києва, який втратив своє економічне значення, й роздробленості.

## Події
- Боротьба за інвеституру завершилася підписанням Вормського конкордату, за яким церква відстояла права обрання ієрархів на противагу світським правителям.
- Хрестові походи
- Тевтонський орден
- Компас
- Перші університети — Париж (бл. 1150), Оксфорд (1167), Салерно (1173, перезаснування), Паленсія (бл. 1178), Реджо-ді-Калабрія (1188) [1].
- На українських землях з Польщі шириться культ Катерини — східної святої, вченої доньки володаря Кіпру (порівн. маріяцький, парескевоп'ятницький культ). Для середньовічних теологів втіленням науки[2].

### Київська Русь
У Київській Русі упродовж століття продовжувався процес роздоблення й занепаду економічного та політичного значення Києва поряд зі зміцненням окремих удільних князівств. Після київського повстання 1113 року в стольний град запросили на княжіння з Переяславля Володимира Мономаха, одного з останніх князів, при якому єдність Київської Русі ще зберігалася.
Після смерті Мономаха загострилася боротьба між Мономаховичами і чернігівськими Ольговичами, і 1139 року київський престол захопив Всеволод Ольгович. Тим часом Новгород перестав приймати в себе посаджених Києвом князів, і 1136 року утворилася Новгородська республіка. 1144 року Володимирко Володарович захопив Галич, і утворилося удільне Галицьке князівство, економіка якого спиралася на експорт солі.
Ольговичам не вдалося надовго затриматися в Києві. 1146 року, помираючи, Всеволод Ольгович заповів київський престол своєму братові Ігорю Ольговичу, але кияни не захотіли його терпіти й скинули внаслідок київського повстання 1146 року, а наступного року вбили. Після цього влада в Києві змінювалася дуже часто. Тоді як запрошений із Переяслава Ізяслав Мстиславич був найбільш здібним і енергійним правителем, він не міг оголосити себе великим князем через особливості наслідування в Київській Русі, де правління здійснювалося родом, а брат князя мав пріоритет над його сином. Водночас навіть цього принципу не дотримувалися буквально, не визнаючи права чернігівських Ольговичів, а пізніше володимиро-суздальських князів.
У верхів'ях Волги почав зміцнюватися новий економічний район, віддаленіший від Європи, спорідненіший із половцями. Правління там отримав син Володимира Мономаха Юрій Довгорукий. Своє прізвисько він отримав через постійне зазіхання на інші землі Київської Русі. У Києві його не любили. Довгорукий захолював Київ тричі, востаннє 1155 року при підтримці половців, але через два роки його вбили. Його змінив син Андрій Боголюбський, який переніс свою столицю з  Суздаля у Володимир-на-Клязмі. 1169 року Боголюбський на чолі коаліції князів та за підтримки половців розорив Київ. Уперше в історії кияни відстоювали своє місто зі зброєю в руках, і, як наслідок, уперше в історії місто було розграбовано. Київ так і не зумів відновитися після цього розгрому. Андрій Боголюбський не захотів залишитися в Києві, який він не любив, а посадив там свого брата Гліба, якого кияни незабаром убили. Повторний каральний похід Боголюбського на Київ завершився невдачею, а самого Боголюбського вбили у Володимирі власні бояри. Після недовгого періоду боротьби за владу Володимиро-Суздальське князівство очолив Всеволод Велике Гніздо.
Під кінець століття у власне Русі встановився дуумвірат, при якому великим князем київським був Святослав Всеволодович із чернігівських Ольговичів, але решту міст Русі належали смоленським Ростиславичам. Рюрик Ростиславич змінив Святослава Всеволода на київському престолі після його смерті.
У Галичі тривалий час правив Ярослав Осмомисл. Після його смерті спалахнула боротьба між його синами, в яку втручалися сусідні князі, поляки й угорці. Король Угорщини Бела III захопив на короткий час місто й проголосив себе королем Галичини, однак незабаром його прогнали. Під кінець століття Галич приєднав до своїх володінь володимирський князь Роман Мстиславич, утворилося Галицько-Волинське князівство.
Упродовж століття Київська Русь зазнала численних нападів половців та інших степових народів. Руські князі теж часто здійснювали походи на своїх степових сусідів. Один із таких походів 1185 року очолив сіверський князь Ігор Святославич. Цей похід, поразку князя й втечу з полону оспівано в «Слово о полку Ігоревім».

### Візантія
Під кінець ХІ сторіччя існування Візантійської імперії опинилося під загрозою. Вона втратила майже всі землі в Малій Азії, на колишнії візантійських землях виникли Конійський султанат, де владарювали сельджуки, та Кілікійська Вірменія. Імперія проте зберігала владу над великими територіями в Європі, однак і там їй доводилося відбиватися від половців та норманів з Сицилійського королівства. Імперію врятував Перший хрестовий похід, хоча стосунки між Візантією та хрестоносцями не були приязними. Візантійці претендували на землі, відвойовані хрестоносцями.
Майже впродовж всього століття Імперією управлала династія Комнінів. До середини століття Візантії майже вдалося відновити свою могутність. За правління Мануїла I Комніна Антіохійське князівство, Кілікія та Конійський султанат змушені були визнати сюзеренітет Константинополя. Визнати сюзеренітет Візантії довелося також і Угорщині, де Візантія сперечалася за вплив зі Священною Римською імперією. Велике значення в політиці Візантії мала торгівля та привілеї, які Константинополь надавав європейським купцям. За ці привілеї боролися між собою венеційці, генуезці, пізанці. Боротьба була запеклою, доходило до погромів купецьких кварталів супротивників у Константинополі. На морі панував венеційський флот, змушуючи Візантію йти на значні поступки в торгівлі. 
Справи почали гіршати після поразки 1176 року біля Міріокефала від військ Конійського султанату. Держава турків-сельджуків вийшла з-під сфери впливу Візантії. Після смерті Мануїла I Комніна в імперії почалися внутрішні негаразди, якими скористалися підкорені народи, щоб повернути собі незалежність. У 1180-их відновилася Болгарія під проводом братів Івана та Тодора Асенів, стала незалежною Рашка (Сербія) на чолі зі Стефаном Неманею. Під час Третього хрестового походу Річард Левове Серце захопив Кіпр, де згодом утворилося незалежне Кіпрське королівство.

### Азія
На початку століття в Китаї правила династія Сун. На північ від неї панували кидані держави Ляо, на захід від земель Сун свою державу Західну Ся мали тангути. 1115 року чжурчжені завдали поразки киданям і  витіснили їх з північного Китаю, де утворили свою державу під правлінням династії Цзінь. 1127 року чжурчжені захопили землі династії Сун на північ від Хуанхе, змусивши китайців перенести столицю, після чого державу китайців стали називати Південною Сун. Кидані кочували в Середню Азію, де утворили Каракитайське ханство.
З другої половини століття в Японії розпочалася боротьба між самурайськими кланами Тайра та Мінамото. Як наслідок смут Хоґен та Хейдзі спочатку перемогу здобув клан Тайра, але клан Мінамото виграв війну Мінамото і Тайра 1180-тих. Ця перемога знаменувала завершення періоду Хей'ан в японській історії й початок періоду Камакура. 1192 року утворився сьоґунат Камакура — самураї взяли владу в свої руки.
Держава Газневідів у Центральній Азії занепала під тиском сельджуків та Гуридів. 1117 року Гуриди спалили Газні. Газневіди зберігали панування на півночі Індійського субконтиненту майже до кінця століття, але завойовницький похід Мухаммада Горі поклав цьому край.  Долаючи опір раджпутів, Гуриди підкорили північну частину Індії, розпочавши довгі століття мусульманського домінування. Зруйнуванням монастиря Наланда Гуридами завершився час популярності буддизму в Індії. На півдні субконтиненту зберігала своє домінування держава Чола.
У Середній Азії Караханіди поклали край державі Саманідів, але самі незабаром були звойовані сельджуками. Пізніше в регіон мігрували каракитаї, розгромлені чжурчженями на півночі Китаю. Але до кінця століття піднісся Хорезм. Завдавши поразки сельджукам хорезм-шахи захопили Великий Хорасан, підкоривши собі величезні території.

## Культура
- В Європі сформувався готичний стиль.
- Побудовано храмовий комплекс Ангкор-Ват в Кмерській імперії на території сучасної Камбоджі.
- В Японії в другій половині століття творив знаменитий скульптор Ункей, роботи якого відзначалися особливою виразністю.